# پگاسو
پگاسو (انگلیسی: Pegaso) شرکت خودروسازی اسپانیایی است، که در سال ۱۹۴۶ تأسیس شد.